# وستلی سافک
وستلی سافک (به انگلیسی: Westley) یک روستا و محله مدنی در بریتانیا است که در St Edmundsbury واقع شده‌است. وستلی سافک ۱۸۳ نفر جمعیت دارد.